# Tramwaje w Orizabie
Tramwaje w Orizabie − zlikwidowany system komunikacji tramwajowej w meksykańskim mieście Orizaba, działający w latach 1878−1933.

## Historia
W Orizabie pierwszą linię tramwajową otwarto w 1878, i była to linia tramwaju konnego. W następnych latach system rozbudowano łącząc Orizabę z pobliskimi miejscowościami: Río Blanco, Nogales, Santa Ana, Santa Rosa i Cerritos. W latach 20. XX w. uruchomiono tramwaje gazowe. System tramwajowy zlikwidowano w 1933. 